# 질 와그너
질 와그너(Jill Wagner, 1979년 1월 13일 ~ )는 미국의 배우이다.

## 출연 작품
- 브레이븐 (2017)
- 도망자2016 (2014)
- 틴 울프 시즌1 (2011)
- 와이파웃 (2008)
- 스플린터 (2008)
- 쉬프티드 (2006)
- 준벅 (2005)